# Bionda e pericolosa
Bionda e pericolosa (An Unfinished Affair) è un film per la televisione statunitense del 1996 diretto da Rod Hardy.

## Trama
La bionda e pericolosa Sheila si innamora di un uomo molto più grande di lei, Blaine Connor. Ma dopo che l'uomo decide di rompere la relazione, Sheila non si rassegna e seduce il figlio, Rick, facendolo innamorare. Blaine si ritrova così l'ex amante nella propria casa e capisce che sta tramando qualcosa.